# Federale Overheidsdienst Economie, K.M.O., Middenstand en Energie
De Federale Overheidsdienst Economie, K.M.O., Middenstand en Energie is een Belgische federale overheidsdienst die als opdracht heeft de voorwaarden te scheppen voor een competitieve, duurzame en evenwichtige werking van de goederen- en dienstenmarkt in België. De hoofdzetels van de FOD Economie zijn in Brussel gevestigd in North Gate en in het City Atrium.

## Geschiedenis
Het “Ministerie van Economische Zaken” werd in 1934 opgericht toen de eerste economische maatregelen moesten worden genomen met het oog op het economische en financiële herstel van het land.
Sindsdien onderging dit ministerie grondige herstructureringen en tal van fasen voor de regionalisering van bevoegdheden. Het beleidsdomein economie is sedert de tweede staatshervorming van 1980 een bevoegdheid van de drie gewesten: het Vlaams, Waals en Brussels Hoofdstedelijk Gewest. Vandaag behoudt de Federale Staat alle economische bevoegdheden die onmisbaar zijn voor de totstandbrenging van de Economische en Monetaire Unie.
In 2002, in het kader van het Copernicusplan, kreeg het Ministerie een nieuwe naam: Federale Overheidsdienst Economie, K.M.O., Middenstand en Energie.

## Opdracht
Binnen de federale administratie is de FOD Economie verantwoordelijk voor de regulering en de coördinatie van de beleidslijnen en van de governance van de interne markt, zowel wat de interne als externe aspecten ervan betreft.
De FOD Economie zorgt voor het overleg en de coördinatie tussen de verschillende Belgische overheidsniveaus (federaal, gewesten) en tussen de betrokken partijen (consumenten, ondernemingen, beroepsverenigingen, enz.). De FOD reglementeert om de machtsverhoudingen op de markt in evenwicht te brengen en de mededinging en de innovatie te stimuleren. De FOD Economie ziet ook toe op de markt. Deze taak gaat veel verder dan gewone inspectie: zij omvat eveneens informatie aan de marktspelers, preventie, responsabilisering (“empowerment”), handhaving van de regelgeving en bemiddeling.

## De FOD Economie: acteur van de Europese eenwording
In 2010 tekende de Europese Unie een nieuwe groei- en tewerkstellingsstrategie uit voor de volgende tien jaar : de strategie Europa 2020.
De uitvoering en de opvolging van de EU 2020-strategie kaderen in het Europees semester, een jaarlijkse cyclus van economische en budgettaire beleidscoördinatie van de EU-lidstaten. In dit kader speelt de FOD Economie een actieve rol bij de opmaak van het nationale hervormingsprogramma (NHP), dat de structurele maatregelen inhoudt die genomen werden in antwoord op de door de Europese Commissie geformuleerde aanbevelingen.

## Structuur van de FOD Economie
Per algemene directie worden de volgende beleidsondersteunende taken vervuld:
- Energie: energievoorziening in België.
- Economische Reglementering: wettelijk en reglementair kader, onder meer op het vlak van informatiemaatschappij.
- Economische Analyses en Internationale Economie: diepgaande kennis van de Belgische economie en haar economische operatoren, en verdediging van hun belangen op Europees en internationaal vlak.
- K.M.O.-beleid: aangepast reglementair kader voor kmo’s en zelfstandigen en analyse van hun specifieke sociaaleconomische situatie.
- Kwaliteit en Veiligheid: controle, certificatie en normalisatie van producten, diensten en installaties.
- Economische Inspectie: naleving van de economische wetgeving en alternatieve geschillenbemiddeling.
- Statistiek – Statistics Belgium: verzameling, verwerking en verspreiding van statistieken en economische informatie.

Commissies en Raden:
- Commissie voor Onrechtmatige Bedingen
- Raad voor de Intellectuele Eigendom
- Raad voor het Verbruik

## Wetboek van economisch recht
De FOD Economie werkte een geïntegreerd wettelijk kader uit waarbij de economische wetgeving in één Wetboek van economisch recht wordt gebundeld en de wetten die tot het economisch recht behoren worden gemoderniseerd. Bedoeling was een economisch beleidsinstrument in het leven te roepen (doeltreffende werking van de markt; transparante regelgeving; rechtszekerheid en –stabiliteit; uniforme, soepele en duidelijke reglementering; schrapping van tegenstrijdigheden als gevolg van de versnippering van economische wetten).